# Konstantin Hrabar
Konstantin Hrabar (15. srpna 1877 Užhorod – 21. prosince 1938 Čertež) byl kněz, umělecký kritik, veřejná a politická osobnost Zakarpatí, třetí guvernér Podkarpatské Rusi.

## Život
Grabar se narodil v Užhorodu v kněžské rodině. Chodil do školy v Užhorodu a ve studiu pokračoval v teologickém semináři v Ostřihomi (1895 až 1898). Duchovní vzdělání dokončil v Užhorodu, poté byl řeckokatolickým knězem v Lučkách (1901–1908) a v Dubrivce (1908–1921).
Byl členem delegace, která dne 23. května 1919 odvezla do Prahy Užhorodské memorandum.

### Bankovní a politická kariéra
V roce 1921 Grabar opustil řeholní život a zahájil bankovní kariéru. Stal se ředitelem Podkarpatské banky, která měla pobočky v Mukačevu, Chustu, Rahově a Prešovu. Byl také členem Košické obchodní a průmyslové komory. V roce 1923 se stal členem městské správy města Užhorod a od roku 1928 zastával funkci jeho starosty. Za Grabarova působení se Užhorod proměnil z relativně provinčního města ve správní centrum evropské úrovně (v té době byl Užhorod centrem Podkarpatské Rusi). Jeho zásluhou se rozvíjela administrativně-správní čtvrť pro správu Podkarpatské Rusi – Malé Galago, byla rozšířena vodovodní a kanalizační síť, začalo fungovat letiště Užhorod a elektrárna.

### Guvernérství
Od roku 1925 byl členem provládní Agrární strany, která se hlásila k pročeskoslovenským myšlenkám. Československý prezident ČSR Tomáš Garrigue Masaryk jmenoval dne 15. února 1935 Grabara guvernérem Podkarpatské Rusi a ten 1. března 1935 složil přísahu.
Za jeho působení byly v Užhorodu postaveny výstavné budovy samosprávy, na celém území Podkarpatské Rusi se zvýšila úroveň školství, rozvinulo vydávání knih, stavěly se školy, nemocnice a administrativní budovy, spolu s obytnými budovami. Rozvinula se doprava.

### Konec kariéry a smrt
Mnichovská dohoda pak mnohé plány zmařila. Dne 9. října 1938 Grabar odstoupil z funkce guvernéra. Dne 21. prosince 1938 Hrabar zemřel v rodinném domě ve vesnici Čertež, obsazené maďarskými jednotkami.